# Jonathan Schmock
Jonathan Schmock est un acteur, producteur, réalisateur et scénariste américain né le 26 février 1956 à San Diego en Californie.

## Filmographie

### Scénariste
- 1980 : Le Chaînon manquant
- 1986 : Doctor Duck's Super Secret All-Purpose Sauce
- 1992 : The Golden Palace (1 épisode)
- 1992-1994 : Petite Fleur (9 épisodes)
- 1995 : Muscle
- 1995-1997 : Salut les frangins (7 épisodes)
- 1996-2003 : Sabrina, l'apprentie sorcière (163 épisodes)
- 1998 : The Wonderful World of Disney (1 épisode)
- 1999-2000 : Dharma et Greg (6 épisodes)
- 2004 : Good Girls Don't...
- 2007-2009 : Real Time with Bill Maher (16 épisodes)
- 2012 : The Penis Files
- 2013 : How to Live with Your Parents (for the Rest of Your Life) (1 épisode)
- 2015 : Young and Hungry (1 épisode)

### Réalisateur
- 1996-1997 : Salut les frangins (5 épisodes)
- 1999 : The Lot
- 2000 : Rude Awakening (1 épisode)
- 2001-2002 : Dharma et Greg (4 épisodes)
- 2002 : Following Tildy
- 2002 : Ma famille d'abord (1 épisode)
- 2003 : Greetings from Tucson (1 épisode)
- 2004 : Good Girls Don't… (1 épisode)
- 2010 : A Christmas Message from Bill Maher
- 2011 : 12 Mile
- 2012 : You're Thinking of Someone Else (1 épisode)

### Acteur

#### Cinéma
- 1980 : Le Chaînon manquant : Slick
- 1984 : Hotel Monplaisir : Leonard
- 1986 : La Folle Journée de Ferris Bueller : Chez Luis Maître D'hôtel
- 1986 : Ratboy : un invité de la fête
- 1987 : La Vie à l'envers : Carparker
- 1988 : The Wrong Guys : Hatchet
- 1993 : Surf Ninjas : le policier de l'école
- 1997 : City of Crime : le bijoutier
- 2013 : La Vérité sur Emanuel : Sam
- 2013 : Out West : Cookie

#### Télévision
- 1984 : Au fil des jours : Frank (1 épisode)
- 1984-1985 : Double Trouble : Billy Batalato (15 épisodes)
- 1986-1987 : Foofur : Fritz Carlos (16 épisodes)
- 1988 : Loin de ce monde : Brad (1 épisode)
- 1989 : Alf : Rex Savage (1 épisode)
- 1990-1991 : Les Craquantes : plusieurs personnages (4 épisodes)
- 1991 : La loi est la loi : Lee Hatch (1 épisode)
- 1992-1995 : Petite Fleur : l'homme au chapeau, M. Johnson et le serveur (7 épisodes)
- 1997 : Salut les frangins : Chip (1 épisode)
- 2001 : Geena : Todd (1 épisode)
- 2002 : Ma famille d'abord : le manager (1 épisode)
- 2002 : Push, Nevada (1 épisode)
- 2003 : Malcolm : Nathan (1 épisode)
- 2003-2005 : Arrested Development : Lionel et le Capitaine (3 épisodes)
- 2005 : Star Trek: Enterprise : un extraterrestre (1 épisode)
- 2007 : La Guerre à la maison : Brian (1 épisode)
- 2007 : Dirty Sexy Money : le propriétaire de la galerie d'art (1 épisode)
- 2008 : Samantha qui ? : un hipster (1 épisode)
- 2010 : Terriers : un informateur (1 épisode)
- 2011 : Les Experts : Manhattan : Arthur Noonan (1 épisode)
- 2011 : Mentalist : William Gardner (1 épisode)
- 2012 : The Big Bang Theory : Jonathan (1 épisode)
- 2012 : Big Time Rush : l'inspecteur français (1 épisode)
- 2014 : Shameless : Alan Kopchek (2 épisodes)
- 2015 : NCIS : Los Angeles : Fred Kington (1 épisode)
- 2015 : Agent K.C. : Lloyd (1 épisode)
- 2015 : 2 Broke Girls : le développeur immobilier (1 épisode)
- 2016 : Major Crimes : Ethan Yum (1 épisode)
- 2017 : Young and Hungry : Maître D' (1 épisode)
- 2017 : Flaked : Spike (2 épisodes)
- 2017 : Transparent : Roland (1 épisode)
- 2017 : Les Goldberg : Amdee Zukkunda (1 épisode)
- 2018 : Les Simpson : le vendeur (1 épisode : Punaise !)

### Producteur
- 1993-1994 : Petite Fleur (3 épisodes)
- 1995 : Muscle
- 1995-1997 : Salut les frangins (40 épisodes)
- 1996 : Une fille à scandales (1 épisode)
- 1998 : La croisière s'amuse (1 épisode)
- 1999 : The Lot
- 1999-2000 : Dharma et Greg (24 épisodes)
- 2004 : Good Girls Don't… (1 épisode)
- 2013 : How to Live with Your Parents (for the Rest of Your Life) (9 épisodes)